# Haterumelater tauricola
Haterumelater tauricola is een keversoort uit de familie kniptorren (Elateridae). De wetenschappelijke naam van de soort werd voor het eerst geldig gepubliceerd in 1957 door Elena Gurjeva.